# Gulafjorden
Gulafjorden er en fjord i Gulen kommune i Vestland fylke i Norge. Fjordåbningen er mod vest, lige syd  for Sognefjorden, og fjorden gør næsten stik mod øst. Fjorden er omkring otte kilometer lang og deler sig i tre fjordarme: Eidsfjorden, Nordgulfjorden og Austgulfjorden.
På nordsiden af fjorden ligger kommunecenteret Eivindvik og tusenårsstedet i Sogn og Fjordane, Gulatinget. Der ligger flere opdrætsanlæg for laks i fjorden. 

## Referanser
1. ↑  Gulafjorden på Norgeskart.no fra Statens kartverk